# Zhang Zhizhi
Zhang Zhizhi (chinesisch 章志直, Pinyin Zhāng Zhìzhí; * 1901 in Changzhou, Chinesisches Kaiserreich; † 29. Oktober 1970) war ein chinesischer Schauspieler.

## Biografie
Zhang kam 1926 zum Film. Anfang der 1930er Jahre ging er zur neuen starken Filmproduktionsgesellschaft Lianhua. Der korpulente Schauspieler war dort zunächst in Nebenrollen, häufig als Paar mit dem dünnen Han Langen zu sehen, so in Tao hua qi xue ji (The Peach Girl, 1931) von Bu Wancang und Ye meigui (Wild Rose, 1932) von Sun Yu. In Wu Yonggangs Klassiker Shen nü – Die Göttliche aus dem Jahre 1934 spielte Zhang neben Ruan Lingyu einen gewalttätigen Zuhälter; im Kriminaldrama Lang tao sha (1936) desselben Regisseurs war Zhang der Kriminalkommissar, der einen Matrosen (gespielt von Jin Yan), der den Geliebten seiner Frau getötet hat, verfolgt und schließlich mit ihm nach einem Schiffbruch allein auf einer öden Insel sterben muss.
Zhang Zhizhis Karriere endete 1958.